# Max Manzo
Massimo Manzo (Varese, 24 dicembre 1966) è un pilota motociclistico italiano ritiratosi dall'attività agonistica.

## Carriera
Considerato uno dei padri fondatori della Supermoto italiana, detiene due titoli nazionali, un titolo europeo al Supermoto delle Nazioni e ottimi risultati nel Campionato del Mondo Supermoto (nel 2003 è stato il primo pilota italiano a vincere un GP nel Mondiale Supermoto).
Dopo un infortunio a metà stagione 2007, si è ritirato dalle corse per dedicarsi all'attività di direttore sportivo nel team ufficiale Husqvarna CH Racing.

## Palmarès
- 1982 Campionato Italiano motocross 80 su Tresoldi
- 1984: Campione Italiano Motocross Junior classe 500 (su Cagiva)
- 1985 Vittoria alla "Coupe de l'Avenir" 250 (su Ktm)
- 1985 2° Class. Gp San Marino 125 cc. (su TM)

▪ 1985 13° Class. Campionato mondiale mx 125 cc. (Ktm / TM)
- 1985 3° Class. Campionato Italiano mx 125 cc. (Ktm/TM);
- 1985 8° Class. Campionato Italiano mx 250 cc. (su Ktm)
- 1985 6° Class. Campionato Italiano mx 500 cc. (su Ktm)
- 2000: 4º posto Campionato Italiano Supermoto classe Sport (su Kramit)
- 2001: 15º posto Campionato Italiano Supermoto classe Prestige (su Husqvarna)
- 2001: Campione Italiano Supermoto classe Sport (su Husqvarna)[1]
- 2001: 19º posto Campionato Europeo Supermoto (su Husqvarna)
- 2002: Campione Italiano e Internazionale d'Italia Supermoto classe Prestige (su Husqvarna)
- 2002: 5º posto Campionato Europeo Supermoto (su Husqvarna)
- 2002: 4º posto Campionato del Mondo Supermoto (su Husqvarna)
- 2002: 4º posto Guidon d'or di Parigi (su Husqvarna)
- 2002: 8º posto Sliding Superbowl di Genova (su Husqvarna)
- 2003: 4º posto Campionato del Mondo Supermoto (su Vertemati)
- 2003: 2º posto generale Supermoto delle Nazioni (Team Italia) (su Vertemati)
- 2003: 4º posto Guidon D'or di Parigi (su Vertemati)
- 2003: 4º posto Extreme Supermotard di Bologna (su Vertemati)
- 2004: 13º posto Campionato Italiano Supermoto classe Prestige (su Aprilia)
- 2004: 30º posto Campionato Italiano Supermoto classe Sport (su Aprilia)
- 2004: 6º posto Campionato del Mondo Supermoto S1 (su Aprilia)
- 2004: 11º posto Extreme Supermotard di Bologna (su Aprilia)
- 2005: 2º posto Campionato Italiano Supermoto classe Prestige (su Aprilia)
- 2005: 7º posto Campionato del Mondo Supermoto S1 (su Aprilia)
- 2005: Campione Europeo al Supermoto delle Nazioni (Team Italia) (su Aprilia)[2]
- 2006: 9º posto Campionato Italiano Supermoto classe Sport (su Yamaha)
- 2006: 13º posto Campionato del Mondo Supermoto S2 (su Yamaha)
- 2006: 5º posto Oxtar Day Supermoto (su Yamaha)
- 2007: 22º posto Campionato Italiano Supermoto S1 (su Husqvarna) - infortunio
- 2007: 20º posto Campionato Italiano Supermoto S2 (su Husqvarna) - infortunio
- 2007: 20º posto Campionato del Mondo Supermoto S1 (su Husqvarna) - infortunio
- 2007: 35º posto Campionato del Mondo Supermoto S2 (su Husqvarna) - infortunio